# Cis micans
Cis micans es una especie de coleóptero de la familia Ciidae.

## Distribución geográfica
Habita en Europa, el Caucaso.